# Doris Papperitz
Doris Papperitz (* 15. Juni 1948) ist eine deutsche ehemalige Sportjournalistin.

## Leben
Papperitz studierte in Köln Germanistik und Kunst auf Lehramt und arbeitete in den Semesterferien beim WDR. Nach ihrer Ausbildung zur Journalistin begann Doris Papperitz ihre Laufbahn Mitte der 1970er Jahre als Sportreporterin beim WDR. Zwischen 1984 und 1991 moderierte sie 55 Mal das aktuelle sportstudio im ZDF. 1990 sagte sie in einem Interview den berühmt gewordenen Satz „Eher fliegt ein männlicher Volontär siebenundzwanzigmal nach Tokio, bevor eine Frau nach Wanne-Eickel darf.“ Nach der Geburt ihres Sohnes wechselte sie 1991 zum Privatsender Sat.1, wo sie den Sat.1 Sportclub moderierte, einige Zeit später zur Deutschen Welle (Sportreport).
Seit 1996 lebt Doris Papperitz in Marbella (Spanien). Sie ist verheiratet.

## Auszeichnungen
- 1985: Goldene Kamera für die Beste Moderation